# 튀르키예의 역사
이 문서는 기원전 6,500년부터 현재까지 이어진 현 튀르키예 지역(아나톨리아와 동트라키아)에 있던 국가들을 설명한다. 하티, 히타이트, 프리기아, 우라르투, 리키아, 리디아, 이오니아, 아케메네스 제국, 마케도니아 왕국, 로마, 비잔티움 제국, 셀주크 제국, 오스만 제국은 세계에서 중요한 역할을 해왔다. 고대 유적은 나라 곳곳에 산재해 있으며, 각각의 문화의 특징이 존재한다.

## 선사 시대
기원전 1만년 경까지 거슬러 올라가는 괴베클리 테페(Göbekli Tepe) 사원은 알려진 것 중 인류가 지은 가장 오래된 건축물이다. 차탈회윅(Çatalhöyük)은 거대한 신석기 시대 부락으로서 기원전 7,500~5,700년까지 사람이 거주했던 것으로 추정된다.
청동기 시대 아나톨리아 지역에는 여러 문명이 발생하였고 기원전 1900년경에는 히타이트라는 인도유럽어족 언어를 사용하는 민족의 국가가 건국되었다. 히타이트는 전성기에 메소포타미아 반도까지 진출하였으나 기원전 1200년경에 멸망했다. 그 후에도 아나톨리아의 서부에는 프리지아인과 리디아인 등 인도유럽 계통의 아나톨리아인들이 살았고 동부에는 일부 지역의 우라르투 왕국 통치와 한편으로 스텝 지역으로부터 들어온 스키타이 부족들이 살았다.

## 철기 시대
페르시아의 아케메네스 왕조가 기원전 6세기 중반에 이 지역의 남부를 차지했으며, 그것을 이어받은 헬레니즘 제국이 아나톨리아 반도 남부의 일부분만을 세력권 안에 편입했다. 기원전 1세기경에는 사산왕조가 아나톨리아에 진출하였고 로마가 아나톨리아를 일부에 진출하였다. 대아르메니아 왕국은 서쪽의 비잔티움 제국, 동쪽의 파르티아 제국과 사산 제국 사이의 완충국으로 남아 있었다. 기원후 5세기 비잔틴 제국의 유스티니아누스 시기 아나톨리아 지역이 비잔틴 제국의 영향권 안에 들어갔으나 아나톨리아에 사는 인종들은 셈족과 페르시아인, 인도유럽어족인들과 아랍인 등 여러 인종이 살고 있었다.

## 중세
6세기 중반 돌궐족은 중앙아시아에서 동북아시아까지 이르는 제국을 세웠다. 중국을 속국으로 만들었고 아나톨리아에 자리를 잡게 된다. 11세기 중반에는 투르크의 한 집단인 오구즈족이 동쪽으로부터 침입해 들어왔다. 이 무렵 최초의 무슬림 왕조인 셀주크 제국(튀르키예어: Selçuklular 셀주크룰라르, 페르시아어: سلجوقيان 살주키얀; 아랍어 سلجوق 살주크, 또는 السلاجقة 알-살라지카)이 등장하게 된다. 셀주크 제국은 11세기 중반부터 12세기 후반까지 중앙 아시아와 중동 일대를 다스린 수니파 무슬림 왕조이며, 중앙아시아의 부족연합체에서 발흥하여 중동에서 투르크 세력의 시조를 이루었다. 12세기 말에 수많은 토후국으로 분할된다.

## 오스만 제국
오스만 제국(오스만 튀르키예어 : دولت عالیه عثمانیه Devlet-i Âliye-yi Osmâniyye, 현대 튀르키예어 : Osmanlı İmparatorluğu)은 오스만 가문을 왕가로 하여, 현재 튀르키예의 최대 도시인 이스탄불을 수도로 정하여 서쪽의 모로코부터 동쪽의 아제르바이잔에 이르러 북쪽의 우크라이나에서 남쪽의 예멘에 이르는 광대한 영역을 지배했던 다민족 제국이다.
13세기 말에는 오구즈족의 일파인 카이족이 아나톨리아의 동부와 중부를 차지하고, 카이족의 오스만 1세가 오스만 왕조를 세웠다. 그들이 영토를 확장하는 초기 단계에 오스만 일족이 투르크족의 가지스(ghazis：비잔틴 제국에 대항해 싸우는 이슬람교 전사들)를 지도했다.
14세기 후반 오스만족은 마침내 서부 아나톨리아와 남동부 유럽의 비잔틴 영토를 차지하고 그리스도교를 신봉하는 발칸 국가들을 점령하였으며, 동부 아나톨리아의 투르크멘 공국을 점령했다. 15세기 초반 오스만 제국은 발칸 속국들을 직접 통치하고, 특히 1453년 비잔티움 제국의 수도인 콘스탄티노플을 정복하여 유프라테스 강(동쪽)과 헝가리(서쪽)까지 영토를 넓혔다. 16세기 후반에는 발칸 반도와 중앙 유럽의 헝가리, 중동, 북아프리카 거의 대부분을 포함하는 대제국을 건설했다.
아나톨리아(소아시아)의 한구석에서 건국한 소 군후국으로부터 발전한 이슬람 왕조인 오스만 왕조는 14세기 후반 동유럽의 불가리아 제국을 점령한것을 시작으로 15세기 중반에는 동로마 제국로 대표되는 기독교 제국의 상징 수도인 콘스탄티노플을 점령하였고, 16세기 초반에는 맘루크 왕조를 정복하여 서아시아·북아프리카의 이슬람교 제국까지 정복하여 지중해 세계의 과반을 차지한 세계 제국인 오스만 제국으로 발전하였다. 이로써 오스만 제국은 과거 히타이트 제국의 영광을 모두 회복한다.
그러나 술탄 쉴레이만 1세(1494년 ~ 1566년)의 통치 이후로는 정치적·행정적·재정적으로 쇠퇴하기 시작했다. 1718년경 오스트리아가 헝가리에서 투르크족을 축출했으며, 러시아는 1783년에 크리미아를 합병했다.
그리스(1830년, 왕국)도 영국의 지원을 받고 독립하였다. 1881년에는 루마니아, 세르비아, 몬테네그로가 독립하였으며(루마니아는 1861년부터 공국) 1908년에는 불가리아(1879년부터 오스만 제국의 자치령), 1912년에는 알바니아가 독립하였다.
19세기 말에는 세계 정세의 변화로 4세기동안 소수 민족과 소수 종교분파에게 지방자치를 용인했던 밀레트(비이슬람 종교자치제) 체제가 완전히 붕괴하면서 아르메니아인에 대한 조직적인 박해가 시작되었고, 결국 제1차 세계대전 동안 아르메니아인 대학살이라는 비극이 일어나고 만다.
1908년에 청년 투르크당 일파가 제국을 되살리려는 시도를 하였지만 발칸 제국에서의 군대와 영토 상실로 인한 어려움은 계속되었다.
제1차 세계대전 중 튀르키예는 독일 제국과 오스트리아-헝가리 편에 가담했다. 전후 아라비아의 여러 속주와 일부 지역을 잃었지만 격렬한 시민전쟁과 그리스와의 전쟁 결과 1923년 로잔 조약으로 지금의 국경선이 생겼고, 케말 아타튀르크를 대통령으로 한 튀르키예 공화국이 탄생했다. 술탄제와 칼리프제는 폐지되고 아타튀르크의 지도 아래 근대화가 시작되었다.

## 튀르키예 공화국의 성립과 현대의 튀르키예
무스타파 케말 아타튀르크는 1923년 10월 29일, "튀르키예 공화국"을 건국하고 독립을 선언하였다.
아타튀르크는 튀르키예의 정치·경제·사회체제 전반에 대한 급진적 개혁을 시도했다. 그는 이슬람의 지배적 역할을 축소하고, 튀르키예어를 아랍 문자 대신 라틴 문자로 쓰도록 함으로써 튀르키예 사회에서 종교의 영향을 축소시켰다. 또한 이후 오랫동안 영향력이 지속된 국가통제 방식의 경제발전 정책을 마련했다. 1938년 아타튀르크 사망 후 불안정한 기간과 짧은 군부 통치기가 있었음에도 불구하고 의회정치 및 다당제가 정착될 수 있었다. 이를 통해 아직도 아타튀르크는 튀르키예의 역사에서 국가의 아버지로 기억되고 있다.
제2차 세계대전 중에는 중립을 유지하다 1945년 2월 23일 독일, 일본에 선전 포고했다. 전후 서유럽과 제휴하고 미국의 군사·경제 원조를 받았다. 1952년에는 NATO에 가입했으며, 1953년에는 발칸 협정의 조인국이 되었다. 또한 바그다드 조약(1955, 후에 CENTO로 이름이 바뀜)과 유럽 경제협력기구(OEEC) 및 유럽 의회에 가입했다. 1959년에는 그리스와의 3년에 걸친 키프로스 분쟁을 잠정적으로 해소했다. 1961년 튀르키예 제2공화국이 출범하면서 새 헌법이 채택되었으며, 1963년에 유럽 공동시장의 준회원국이 되었다.
1963년말 키프로스에 거주하는 그리스인과 튀르키예인들 사이의 분쟁으로 키프로스에서 내란이 일어나자 그리스와 튀르키예 양국 관계가 급속히 냉각되어 전쟁 일보 직전까지 갔으나 유엔의 압력으로 전쟁이 억제되었다. 1987년과 1996년에는 영토분쟁으로 재차 갈등이 빚어졌다. 1974년 키프로스에서 그리스 군사정부의 지원을 받아 쿠데타가 일어났다.
이에 맞서 튀르키예군은 북키프로스를 점령했다. 그 후 국내정세 불안과 정치적 혼란이 가중되면서 1980년 군부가 무혈 쿠데타를 일으켜 정권을 장악하고 계엄령을 선포했다. 2년 후 새 헌법이 대다수 유권자들의 찬성으로 통과되었다.
1983년 총선거가 실시되었고 계엄령은 점차 해제되었다. 1983년 과격한 쿠르드족 분리주의 운동의 출현은 1980년대와 1990년대 지속적인 분쟁의 원인이 되었다. 튀르키예는 조국당의 투르구트 외잘 총리 재임기간(1983년 ~ 1989년)중에 비교적 정치적인 안정과 경제발전을 이루었고 1990년대 들어서는 친이슬람계 복지당에 대한 유권자들의 지지가 증가하는 가운데 중도파 정당들이 집권했다.
2010년 2월 22일 튀르키예의 군부가 이슬람 지향주의로 넘어가는 정부를, 세속적으로 바꾸기 위하여 전복을 기도하나, 발각. 튀르키예의 군부 인물 49명이 긴급 체포되었다. 2012년 10월 29일에는 공화국의 날을 맞아 총리 부인이 히잡을 쓸 수 있게 허가한 것과 함께 이슬람주의 대 세속주의의 논란으로 튀르키예에서 수천여명이 종교중립 정치요구시위가 일어났고, 시위해산과정에서 튀르키예 경찰은 시위대에게 물대포를 쐈다. 2013년 6월 1일에 이스탄불에서 탁심 광장을 지키려는 시위를 진압하는 과정에서 반정부시위가 튀르키예전역으로 퍼졌고 이스탄불과 앙카라를 포함한 지역에서 2천명이상의 부상자가 발생되었다.

## 같이 보기
- 그리스의 역사